# Dub Pietrek
Dub Pietrek, polsky Dąb Pietrek či Dąb Lubiechowski S, je solitérní památný strom - dub letní (Quercus robur L.) rostoucí u silnice Droga wojewódzka nr 125 ve vesnici Lubiechów Dolny ve gmině Cedynia v okresu Gryfino v Západopomořanském vojvodství v západním Polsku. Nachází se také na pravém břehu veletoku Odra a pravém břehu potoka Świergotka nedaleko polsko-německé státní hranice v geomorfologickém celku Pojezierze Myśliborskie a v krajinném parku Cedyński Park Krajobrazowy.

## Historie a popis
Podle údajů z roku 2020 má dub obvod kmene ve výčetní výšce roven 6,14 m, výška stromu je 20 m a šířka pravidelné koruny je 10 m. Na kmeni ze severozápadní strany je patrné rozsáhlé poranění (nekróza) vzniklá po nárazu nákladního automobilu do stromu.

## Další informace
Dub je celoročně volně přístupný a nachází se na cyklotrase Szlak Zielona Odra a turistických trasách Szlak Nadodrzański a Szlak Wzgórz Morenowych. Nedaleko se nachází památný dub letní Dub Madej.